# Distretto del Waitaki
Distretto di Waitaki è un'autorità territoriale della Nuova Zelanda che si trova entro i confini delle regioni di Otago e Canterbury, nell'Isola del Sud. La sede del Consiglio distrettuale si trova nella città di Oamaru.

## Geografia fisica
Il Distretto ha una forma molto stretta e allungata. Nella sua parte orientale costeggia l'Oceano Pacifico, mentre a ovest si inerpica sulle cime delle Alpi meridionali. Ciò fa sì che si sviluppino diversi tipi di territorio all'interno dei confini distrettuali: una zona più pianeggiante a est, dove è concentrata la maggior parte della popolazione e delle attività economiche, ed una zona prettamente montuosa a ovest. Il nome e la forma del Distretto sono dovuti al corso del fiume Waitaki, che lo attraversa per tutta la sua lunghezza.

## Economia
L'economia del Distretto del Waitaki è basata sull'agricoltura, soprattutto sulla pratica dell'allevamento e della produzione e lavorazione di carne, latte e lana.

## Popolazione
Più della metà della popolazione vive nel capoluogo, Oamaru: quasi 13 000 abitanti su un totale di circa 20.000. Oataru si trova 80 chilometri a sud di Timaru e 120 chilometri circa a nord di Dunedin. Altri centri del Distretto sono Palmerston, Shag Point, Moeraki, Omarama e Ohau Village.